# Hot Mix FM
A Rádio Hot Mix FM é uma estação de rádio brasileira com sede em Araraquara, município do estado de São Paulo, opera na frequência FM 94,9 MHz, originada da migração AM-FM da antiga Rádio Cultura e pertence ao Sistema de Comunicação Roberto Montoro.

## História
Uma dupla de amigos revolucionou a história do rádio araraquense, com a fundação da primeira emissora de rádio, eles formaram uma sociedade e o primeiro equipamento de transmissão foi montado na Rua São Bento, número 1128. No dia 16 de maio de 1932, entra em fase experimental a PRD-4 Rádio Cultura, primeiramente operando em AM 1370, a mesma foi inaugurada em 5 de agosto do mesmo ano, durante os anos, foi sendo a pioneira em várias realizações radiofônicas e recebia até cartas de outras capitais do Brasil.
Em 1950, passou a operar na faixa de Ondas Tropicais, na frequência 4915 khz, na faixa de 62 metros. Em 1960, foi lançado o Rádio Teatro PRD-4 e a equipe conseguiu ser vencedora em um concurso feito pela Super Rádio Tupi do Rio de Janeiro. Passado alguns anos, o prefixo foi alterado para ZYK 546 e as Ondas Tropicais foram para 3365 kHz, com potência de 1000 kw. Seguindo ser a pioneira da cidade e do estado, foi inaugurada em agosto de 1976, a Cultura FM 97.3 MHz e a partir dos anos 2000, foi efetuado aumento de potência para 10 000 kw de potência. Em 2007, a emissora completa 75 anos no ar, sendo a conceituada emissora do interior paulista e uma das primeiras rádios do Brasil.
Passando os anos, a programação da mesma foi mudando e o estilo musical da AM, foi seguindo os mesmos moldes da antiga Rádio Morada do Sol AM e claro, continuava pioneira nas principais transmissões esportivas do Campeonato Paulista e do esporte local.
Em 2014, foi solicitado a migração AM-FM. A programação da mesma, passou a incluir o conteúdo católico e foi parceira da Rádio Aparecida, para a retransmissão diária do programa Com a Mãe Aparecida, apenas na faixa AM da Rádio Cultura.
Em 2017, a emissora retorna na sua faixa de 90 metros.
No dia 28 de junho de 2019, a meia-noite, foi efetuada a migração da Rádio Cultura para sua nova frequência FM 107,5 MHz, operando primeiramente em fase experimental, seria colocado um novo projeto, já que possuem a Cultura FM 97.3.
Em janeiro de 2020, o grupo fez mudanças em suas emissoras migrantes do AM, a FM 94.9 passou a se chamar Rádio A+ Morada com seu formato popular e a Cultura AM que migrou para FM 107.5, passou a chamar Rádio 107.5 FM, de formato POP e assim, no dia 31 de janeiro, foram desligados os transmissores da AM. A programação atual, conta com os mais diversos nomes da música POP. 
Em junho de 2021, passa à se chamar Rádio Hot 107 FM, por conta do nome ter direitos autorais já que originalmente está em uma emissora de Lençóis Paulista, em setembro, aderiu ao atual nome de Hot Mix FM, já com o novo nome, a emissora passou a contar com locutores e promoções durante a programação, o que era mais esperado pelos ouvintes.
Já em maio de 2025, a Hot Mix muda de frequência e passa a operar em 94,9 FM.